# ProDiako

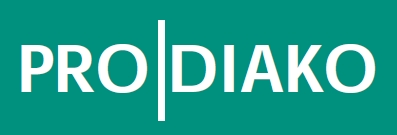
Logo der ProDiako 1999 bis 2008

Die ProDiako gGmbH (eigene Schreibweise: proDIAKO gGmbH, bis 2008: PRO|DIAKO gGmbH) mit Sitz in Rotenburg (Wümme) ist ein gemeinnütziger Anbieter von Gesundheits- und Pflegedienstleistungen. Im Jahr 2012 erfolgte der Zusammenschluss der ProDiako mit der Agaplesion.
Unter dem ProDiako-Dach arbeiteten bis 2012 zehn Krankenhäuser, sieben stationäre und drei ambulante Pflegeeinrichtungen sowie zwei Reha-Einrichtungen in regionalen Versorgungsnetzen zusammen. 6.500 Mitarbeiter versorgten im Jahr 2009 insgesamt 100.000 Patienten stationär und erwirtschafteten einen Jahresgesamtumsatz von 370 Millionen Euro. Im Jahr 2011 erwirtschaftete ProDiako mit sieben Krankenhäusern, zwei Reha-Einrichtungen, jeweils zwei stationären und ambulanten Pflegeeinrichtungen einen Umsatz von 290 Millionen Euro. Jährlich werden in 1800 Betten 70.000 Patienten stationär versorgt.

## Geschichte
Gegründet wurde ProDiako im Jahr 1999 von evangelischen Krankenhausträgern in Niedersachsen unter Beteiligung des Diakonischen Werkes der Evangelisch-lutherischen Landeskirche Hannovers. Ein wesentliches Ziel der ProDiako war es, alle nach außen gerichteten Aktivitäten zu bündeln, um den beteiligten Krankenhäusern und Pflegeeinrichtungen Hilfe zur dauerhaften Stärkung ihrer jeweiligen Marktposition zu bringen. Darüber hinaus fand ein Erfahrungsaustausch in allen Leistungsbereichen der Medizin, Pflege und Verwaltung statt.
Der anfänglich lockere Verbund hat die Kooperationsbereitschaft und die Gemeinsamkeiten der beteiligten Gesellschaftereinrichtungen gefördert. Anfangs waren 13 Krankenhäuser mit rund 2300 Betten, zwei stationäre Pflegeeinrichtungen, eine Einrichtung für Betreutes Wohnen, fünf ambulante Pflegediensten und drei Reha-Einrichtungen angeschlossen. Für eine möglichst einheitliche Gesellschaft und Führungsstruktur fassten die Gesellschafter 2002 den Entschluss, die Einrichtungen unter einer Dachorganisation weiterzuentwickeln. Im Juli 2003 wurde die ProDiako–Holding gegründet.
Dabei brachten die Gesellschafter von fünf evangelischen Krankenhausträgern den Betrieb ihrer Krankenhäuser mit insgesamt rund 1700 Betten und Altenhilfeeinrichtungen in die Holding ein. Es handelte sich um:
- Evangelisch-Lutherisches Diakonissen-Mutterhaus Rotenburg (Wümme)
- Stiftung Evangelisches Krankenhaus Holzminden
- Evangelische Stiftung Alt- und Neu-Bethlehem in Göttingen
- Mündener Krankenhausverein in Hann. Münden
- Stiftung Bethesda in Bad Pyrmont

Zunächst wurden von den beteiligten Gesellschaftern die entsprechenden Betriebe in Betriebsgesellschaften ausgegliedert. In einem zweiten Schritt traten die Gesellschafter ihre Teilgesellschaftsanteile an ihren Betriebsgesellschaften in Höhe von 51 Prozent – am Diakoniekrankenhaus Rotenburg (Wümme) zu 30 Prozent – an ProDiako ab. Im gleichen Zuge wurde das Eigenkapital von ProDiako um den Wert der übertragenen Geschäftsanteile erhöht. Seit Januar 2011 hält der Träger des Diakoniekrankenhauses Rotenburg, das Diakonissenmutterhaus Rotenburg ebenfalls 51 Prozent an der ProDiako.
Um Dienstleistungen wie Medizincontrolling, Catering und Reinigung, insbesondere für die Unternehmen in der ProDiako–Gruppe, erbringen zu können, wurden die hundertprozentigen Tochtergesellschaften ProDiako Management und ProDiako Service mit Sitz in Hannover gegründet.
Am 1. Dezember 2010 erfolgte auf Beschluss der Gesellschafterversammlung der ProDiako im Rahmen eines Strategie- und Managementkonzeptes, mit dem unter anderem die Führungsfähigkeit und die Finanzkraft der ProDiako verbessert werden soll, ab 1. Januar 2011 eine stärkere Einbindung des Diakonissen-Mutterhauses Rotenburg (Wümme) in die Holding. Dabei übernahm das Diakonissen-Mutterhaus, zugleich Träger des Diakoniekrankenhauses Rotenburg (Wümme), mit rund 51 Prozent die Mehrheit der Anteile an der ProDiako-Holding. Zum 1. Juli 2011 erfolgte eine Verlegung der Konzernzentrale von Hannover nach Rotenburg (Wümme).

## Übernahme durch Agaplesion
Am 19. September 2012 genehmigte das Bundeskartellamt den Zusammenschluss der ProDiako mit dem Gesundheitskonzern Agaplesion mit Sitz in Frankfurt am Main.

## Regionale Entwicklungen und Partnerschaften
Ab der Unternehmensgründung konnten mit kommunalen und kirchlichen Krankenhausträgern Verträge abgeschlossen werden, in denen die strukturelle (nicht nur die eigentumsmäßige) Einbindung dieser Einrichtungen in die ProDiako-Gruppe vereinbart wurde. Die Aktivitäten bewegen sich auf drei Handlungs- und Vereinbarungsebenen:
- Erwerb von Einrichtungen
- Sicherstellung der Geschäftsführung
- Strategische Partnerschaft

Im Jahr 2003 beteiligte sich noch das Städtische Krankenhaus Wittingen als kooperierende Einrichtung an der ProDiako-Gruppe, wurde im Juli 2005 aber von Rhön-Klinikum übernommen.
Zum 30. Dezember 2003 umfasste die ProDiako-Gruppe 13 Krankenhäuser, darunter fünf Einrichtungen innerhalb der ProDiako-Holding, mit insgesamt 3496 Betten und behandelte 238.000 Patienten ambulant und stationär. Die Gruppe beschäftigte 7620 Mitarbeiter und erzielte einen Umsatz von 371 Millionen Euro.

### Wäscheversorgung
Am 1. April 2004 unterzeichnete ProDiako mit der Firma Sitex, den Simeonsbetrieben in Minden, einen Rahmenvertrag über eine Wäschevollversorgung für alle Krankenhäuser und Pflegeeinrichtungen, um Kostenreduzierungen zu erzielen. Es besteht eine Kooperation mit der ProDiako Wäscheservice (PWS).

### Speisenversorgung
Im Juli 2005 kam es trotz massiver Proteste aus der Bevölkerung zur Schließung der klinikeigenen Küche im Evangelischen Vereinskrankenhaus in Hannoversch Münden. Einige ProDiako-Krankenhäuser werden seitdem aus der Großküche des Universitätsklinikums der Otto-von-Guericke-Universität Magdeburg versorgt. Hierzu wird das Patientenessen in Magdeburg vorgegart und schockgekühlt und dann zum Verteilzentrum im Evangelischen Bathildiskrankenhaus nach Bad Pyrmont transportiert. Dort wird es portioniert, auf Tellern angerichtet und in die Einrichtungen ausgeliefert, wo es in Transportwagen auf den Stationen fertiggegart wird, sogenanntes Cook-and-Chill-Verfahren.
Im Evangelischen Krankenhaus Holzminden wurde die bisherige Speisenversorgung der ProDiako Service in Eigenregie mit rund 25 Mitarbeitern zum Jahresende 2008 eingestellt und auf die Speiseversorgung im „Cook & Chill“-Verfahren des externen Service-Unternehmens CV Logistics umgestellt. Die 1998 genehmigte und erst im Jahr 2000 neu fertiggestellte Krankenhausküche mit Fördergeldern des Landes Niedersachsen und Baukosten in Höhe von 3,4 Millionen Euro wird nach der Bindungsfrist nicht mehr benötigt.

### Kooperation im Landkreis Northeim
Im Landkreis Northeim war ein Zusammenschluss von fünf Krankenhäusern zur Leine-Solling-Klinik mit dem Sertürner Krankenhaus in Einbeck, dem Evangelischen Krankenhaus in Bad Gandersheim und dem Albert-Schweitzer-Krankenhaus Northeim-Uslar unter dem Dach der ProDiako geplant. Im Oktober 2005 stieg ProDiako aufgrund von Schwierigkeiten mit Besitzstandsrechten von Arbeitnehmern öffentlicher Krankenhäuser von seinem Vorhaben einer Holding-Bildung im Landkreis Northeim aus. Das Einbecker Krankenhaus wird inzwischen als „Bürgerspital“ von Mitarbeitern und Bürgern betrieben. Die Helios Kliniken übernahmen im Dezember 2008 das Albert-Schweitzer-Krankenhaus Northeim und das Evangelische Krankenhaus Bad Gandersheim.

### Engagement im Raum Hildesheim und Alfeld
Mit der Lambertinum Seniorenwohnanlage in Hildesheim wurde im Januar 2005 erstmals mit einem Träger der Altenhilfe (stationäre Altenpflegeeinrichtung, Betreutes Wohnen und ambulante Pflege) ein Vertrag zur Zusammenarbeit und zur Übernahme der Geschäftsführung abgeschlossen.
Mit der Vereinbarung einer Strategischen Partnerschaft sichern sich die Vertragspartner zu, das jeweilige Handeln darauf auszurichten, die Krankenhausstandorte der Partner im Sinne einer vernetzten Struktur weiterzuentwickeln, um die wohnortnahe Gesundheitsversorgung sicherzustellen und auszubauen. Solche Kooperationsvereinbarungen sind Ende 2004/Anfang 2005 mit den Trägern des Kreiskrankenhauses in Hameln und des St. Bernward Krankenhauses in Hildesheim getroffen worden.
Im September 2007 wurde bekannt, dass die beiden seit April 2004 zur Leinebergland-Kliniken fusionierten Häuser in Alfeld und Gronau sich wieder trennen und das vormalige Johanniter-Krankenhaus Gronau wieder aus der ProDiako-Holding herausgelöst werden soll. Eine Trennung erfolgte bis Ende 2007.
Zuletzt hielt die ProDiako bis Ende Juni 2010 rund 68 Prozent am Krankenhaus Alfeld, die restlichen 32 Prozent hielt die Stadt Alfeld und der Landkreis Hildesheim. Am 1. Juli 2010 übernahm die Klinikgruppe Ameos die Klinik.

### Übernahme im Aller-Weser-Raum
Zum 1. Januar 2007 übernahm die ProDiako über die ProDiako-Managementgesellschaft die Betriebsführung für die defizitären Krankenhäuser des Klinikverbundes Aller-Weser-Klinik (AWK) mit den Standorten Achim und Verden an der Aller. Die strategische Partnerschaft wurde bereits 2005 mit einem Kooperationsvertrag begründet und war auch von Vorteil für die Region um das Agaplesion Diakonieklinikum Rotenburg.

### Einkaufsgesellschaft und Logistik
Im Januar 2008 gründeten die drei Trägergesellschaften Johanniter Einkaufsgesellschaft, die Malteser Trägergesellschaft und die ProDiako-Managementgesellschaft die Emimus-JMP Einkaufsgesellschaft mit Sitz in Hannover und bündelte damit die strategischen Einkaufsaktivitäten aller Krankenhäuser und Pflegeheime der Johanniter, Malteser und ProDiakos. Dabei wird als Dienstleister für die elektronische Datenkommunikation mit der Industrie seit Juli 2009 die Transaktionsplattform von GHX Europe genutzt.
Für die ProDiako-Kliniken in Rotenburg, Hann. Münden und Holzminden erfolgt dabei noch die Vorabbündelung des Einkaufs über die Diako-Servicegesellschaft, eine Tochtergesellschaft des Diakonissen-Mutterhauses in Rotenburg (Wümme). Am 18. Januar 2010 unterzeichnete die Diako Servicegesellschaft und Rhenus Eonova einen langfristigen Vertrag über die Kooperation im Krankenhauslogistikprojekt NetLog in Hannover. Aus Hannover werden seitdem die ProDiako-Kliniken in Rotenburg (Wümme), Achim und Verden beliefert, weitere Kliniken sollen folgen.
Zum 31. Dezember 2011 stieg die ProDiako aus der Emimus-Einkaufskooperation aus, an der sie mit 25,5 Prozent beteiligt war, und schloss sich Clinicpartner aus Gladbeck als Genossenschaftsmitglied an.

### Engagement in Schaumburg und Planung eines Klinikneubaus
Am 16. Dezember 2008 wurde für das Krankenhaus Bethel in Bückeburg im Landkreis Schaumburg unter Einbeziehung des benachbarten Agaplesion Ev. Klinikum Schaumburg ebenfalls eine Einbeziehung in die ProDiako Holding beschlossen.
Die Krankenhäuser im Schaumburger Land, das Krankenhaus Bethel Bückeburg und das Klinikum Schaumburg mit seinen Standorten in Rinteln und Stadthagen, werden bis 2017 in einem neuen Gesamtklinikum mit 437 Betten zusammengehen. Der Neubau ist dabei westlich Stadt Obernkirchen und südlich der Ortschaft Vehlen, geplant. Eine Bürgerinitiative kritisierte die Planungen vor Ort, da damit auch Aufhebung eines Teils des Landschaftsschutzgebietes Auetal erfolgt.

### Managementvertrag mit der Matthias-Claudius-Altenhilfe in Rotenburg
Zum 1. Oktober 2008 schloss ProDiako mit der Matthias-Claudius-Altenhilfe (MCA) in Rotenburg einen Vertrag über die Grundzüge zur Zusammenarbeit sowie die Übernahme der Geschäftsführung. Am 9. Dezember 2011 wurde der seit 2008/09 leitende Geschäftsführer der MCA und der Matthias-Claudius-Management- und Service-Gesellschaft, Andreas Harth, vom Vorstand des Vereins Matthias-Claudius-Altenhilfen und des Kuratoriums entlassen. Offiziell begründet wurde dies mit längerer krankheitsbedingter Abwesenheit Harths und den dadurch schwerwiegenden Mängeln in der Wahrnehmung seiner Pflichten. Dazu gehören vor allem Unregelmäßigkeiten bei der Spesenabrechnung.

### Gescheiterte Fusion im Landkreis Holzminden
Nach mehrjährigen Verhandlungen und Gesprächen über die Zusammenführung der beiden Krankenhäuser im Landkreis Holzminden, das Evangelische Krankenhaus Holzminden und das kommunale Kreiskrankenhaus Charlottenstift Stadtoldendorf erklärte im Mai 2010 die ProDiako das endgültige Scheitern der Fusionsverhandlungen, da sie in dem vom Landkreis Holzminden vorgelegten Angebot keine akzeptable Vorlage für eine Fusion der beiden Häuser sah. Mit der Unterzeichnung einer Kooperationsvereinbarung im Dezember 2008 hat die ProDiako im September 2009 das Management des Charlottenstiftes übernommen. Der Kreistag hat sich unterdessen für einen Verkauf des Charlottenstifts Stadtoldendorf inklusive der dazugehörigen Medizinischen Versorgungszentren ausgesprochen. Im Dezember 2009 war von Seiten des niedersächsischen Innenministeriums auch nach einer Fusion beider Krankenhäuser im Landkreis ein Klinikneubau von rund 100 Millionen Euro die Rede gewesen.
Im August 2010 übernahm die Gesellschaft für Hospital Management aus Ratingen das bis dahin kommunale Krankenhaus Charlottenstift und firmierte es unter Charlotten-Hospital. Im Dezember 2011 erfolgte der Weiterverkauf der GeHoMa an die AWO Krankenhausbetriebsgesellschaft aus Magdeburg. Im Jahr 2012 musste das Charlotten-Hospital in die Insolvenz und stellte im Herbst 2012 den Betrieb ein.

### Verkauf des Vereinskrankenhaus Hann. Münden
Im Jahr 2011 gab es bereits fortlaufende Gespräche über einen Verkauf des Vereinskrankenhauses Hann. Münden (VKH), an dem die ProDiako mit 51 Prozent Mehrheitsgesellschafter war und zu 49 Prozent der Mündener Krankenhausverein.
Am 16. Januar 2012 hat die ProDiako ihre Anteile am Evangelischen Vereinskrankenhaus Hann. Münden an die gemeinnützige AWO Gesundheitsdienste (GSD) der Arbeiterwohlfahrt verkauft. Gleichzeitig hat der Mündener Krankenhausverein seine Anteile ebenfalls an die AWO GSD verkauft. Somit ist die Arbeiterwohlfahrt jetzt alleiniger Gesellschafter des Evangelischen Vereinskrankenhauses Hann. Münden.

## Organisationsstruktur

### Gesellschafter der ProDiako
- 51,3 Prozent Ev.-luth. Diakonissen-Mutterhaus Rotenburg (Wümme)
- 13,9 Prozent Stiftung Krankenhaus Bethel, Bückeburg
- 13,5 Prozent Stiftung Bethesda, Bad Pyrmont
- 8,7 Prozent Stiftung Evangelisches Krankenhaus Holzminden
- 5,9 Prozent Evangelisches Stift Alt und Neu-Bethlehem, Göttingen
- 5,3 Prozent Mündener Krankenhausverein, Hann. Münden
- 0,4 Prozent Evangelisches Krankenhaus Göttingen-Weende
- 0,4 Prozent Evangelisches Diakoniewerk Friederikenstift, Hannover
- 0,4 Prozent Diakonisches Werk der Evangelisch-lutherischen Landeskirche Hannovers

Quelle: 

### Anteile an verbundenen Unternehmen

#### Rotenburg (Wümme)
- 51 Prozent Diakoniekrankenhaus Rotenburg (Wümme), 49 Prozent hält das Ev.-luth. Diakonissen-Mutterhaus Rotenburg (Wümme)
  - 100 Prozent Medizinisches Versorgungszentrum Diako in Rotenburg (Wümme)
- 100 Prozent Diako Servicegesellschaft, bis 2010 noch die Servicegesellschaft des Diakoniekrankenhauses Rotenburg, seit 2011 direkte Tochtergesellschaft von ProDiako.
  - Die Diako Servicegesellschaft ist zu 51 Prozent an die Diako Textil Servicegesellschaft in Rotenburg beteiligt, 49 Prozent hält das Unternehmen Sitex. Am 8. August 2011 wurde die Tochtergesellschaft Diako Textil Service aufgelöst.
- 52 Prozent Diako Clean, bis 2010 noch die Servicegesellschaft des Diakoniekrankenhauses Rotenburg, seit 2011 direkte Tochtergesellschaft der ProDiako. 48 Prozent hält die Unternehmensgruppe Tegeler über die Cleanik Servicegesellschaft in Wunstorf.
- 51 Prozent Diako-Sterilgutservice, bis 2010 noch direkte Tochtergesellschaft des Diakoniekrankenhaus Rotenburg, seit 2011 der ProDiako. 49 Prozent der Anteile hält das Unternehmen Vanguard.
- 51 Prozent Diakonie-Pflege-Zentrum in Rotenburg (Wümme), 49 Prozent halten die Rotenburger Werke der Inneren Mission
- 51 Prozent HRow Personalmanagement GmbH in Rotenburg (Wümme), 49 Prozent hält das Ev.-luth. Diakonissen-Mutterhaus Rotenburg (Wümme)
- 51 Prozent Reha-Zentrum Diako in Rotenburg (Wümme)
- Senioren am Mutterhaus und Tine Albers Haus

- Der Hauptgesellschafter der ProDiako, das Ev.-luth. Diakonissen-Mutterhaus Rotenburg (Wümme) unterhält noch das Diakonie Pflegezentrum in Rotenburg.

#### Achim und Verden
- Aller-Weser-Klinik, Klinikverbund der Krankenhäuser Achim und Verden, dessen Gesellschafter die Städte Achim und Verden (Aller), der Landkreis Verden sowie die Diakoniekrankenhaus Rotenburg (Wümme) sind
- Diakoniestationen im Kirchenkreis Verden
- Das Reha-Zentrum Verden/Achim, gehört zu 100 Prozent zum Reha-Zentrum Diako mit Sitz in Rotenburg (Wümme)

#### Bad Pyrmont
- 51 Prozent Evangelische Bathildiskrankenhaus Bad Pyrmont, ab 2004 unter bestehendem Namen fusioniert mit dem Katholischen Krankenhaus St. Georg in Bad Pyrmont, 49 Prozent hält die Stiftung Bethesda Bad Pyrmont
  - 100 Prozent Medizinisches Versorgungszentrum am Bathildis Krankenhaus
  - 51 Prozent Diakonie-Caritas Bad Pyrmont
- 51 Prozent Evangelische Altenhilfe Bethesda und Bethanien Bad Pyrmont mit dem Adam-Wolff-Haus für betreutes Wohnen

#### Bückeburg
- 70 Prozent Evangelisches Krankenhaus Bethel in Bückeburg[23]
  - 100 Prozent Medizinisches Versorgungszentrum Krankenhaus Bethel
  - 100 Prozent Krankenhaus Bethel „Haus Reiche“

#### Göttingen
- 51 Prozent Krankenhaus Neu-Bethlehem, Göttingen, 49 Prozent hält das Ev. Stift Alt- und Neu-Bethlehem Göttingen

#### Hannover
- 100 Prozent ProDiako Management, Hannover u. a. auch zuständig für Personalbeschaffung und Zentrales Medizincontrolling
- 100 Prozent ProDiako Service, Hannover in Kooperation mit dem Unternehmen Dussmann aus Berlin, die wiederum
  - zu 100 Prozent an der ProDiako Wäscheservice (PWS) in Hannover beteiligt ist und in Kooperation mit der Firma Sitex in Minden geführt wird.

#### Holzminden
- 51 Prozent Evangelische Krankenhaus Holzminden, 49 Prozent hält die Stiftung Evangelisches Krankenhaus Holzminden
  - 100 Prozent Medizinisches Versorgungszentrum Erwin-Böhme-Strasse (vormals Böntalstraße)
  - 100 Prozent Medizinisches Versorgungszentrum Sollingstraße

#### Stadthagen
- 52 Prozent Krankenhausprojektgesellschaft Schaumburg mit Sitz in Stadthagen zum Neubau eines neuen Gesamtklinikums Schaumburger Land anstelle der bisherigen Kreiskrankenhäuser in Rinteln und Stadthagen und des Krankenhauses Bethel in Bückeburg.

Folgende Einrichtungen sind über Managementverträge in die Unternehmensgruppe eingebunden:
- Lambertinum Seniorenwohnanlage, Hildesheim
- Diakoniestationen im Kirchenkreis Verden
- Klinikum Schaumburg mit den ehemaligen Kreiskrankenhäusern in Rinteln und Stadthagen

Der Gesellschafter des Evangelischen Krankenhauses Göttingen-Weende plante, seinen Krankenhausbetrieb in die ProDiako-Gruppe einzubringen.
Der Gesellschafter Evangelischen Diakoniewerk Friederikenstift in Hannover hat seinen Krankenhausbetrieb 2006 in die hannoversche Krankenhausholding Diakonische Dienste Hannover (DDH) zusammen mit den evangelischen Krankenhäusern Annastift und Henriettenstiftung eingebracht.
ProDiako ist Mitglied in der QualitätsInitiative und dem Niedersächsischen Verein zur Förderung der Qualität im Gesundheitswesen in Hannover.

## Kooperationsverträge im Sekundär- und Tertiärleistungsbereich
- MVZ wagnerstibbe für Laboratoriumsmedizin, Gynäkologie, Humangenetik und Pathologie, Göttingen (zuvor: Ärztliche Partnergesellschaft Wagner Stibbe Kast Bispink & Partner), ein Labordienstleister für Südniedersachsen
- Laborärztliche Arbeitsgemeinschaft für Diagnostik und Rationalisierung MVZ Dr. Kramer & Kollegen Geesthacht, ein Labordienstleister für Nordniedersachsen
- Sitex (Simeonsbetriebe) in Minden (Wäschevollversorgung)
- Dussmann in Hannover, löste 2008 Coavia Service mit der Tochtergesellschaft CV Logistics aus Flensburg als Servicepartner für die Bereiche Medizintechnik, Reinigung, Hol- und Bringedienst und Schreibdienst ab.
- Ecclesia Versicherungsdienst GmbH (Versicherungen)

## Geschäftsführung
Geschäftsführer ist seit Januar 2013 Heinz Kölking, zuvor war er bis 2012 Geschäftsführer Finanzen, IT, Servicebetriebe, Einkauf und bis 2010 Geschäftsführer Personal und Geschäftsführer Regionalzentrum Nordniedersachsen. Zusätzlich ist er Geschäftsführer des Diakoniekrankenhauses Rotenburg (Wümme) und deren Tochtergesellschaft Diako-Service, sowie der Aller-Weser-Klinik in Achim und Verden.
Ehemalige Geschäftsführer:
- 1999–2009 Gerhard Ridderbusch, Hauptgeschäftsführer
- 2009–2010 Rudolf Hartwig, Geschäftsführer Finanzen und Sprecher der Geschäftsführung
- 2005–2010: Klaus Heidelberg, Geschäftsführer Medizin, Pflege und IT
- bis 2010: Claus Eppmann, Geschäftsführer Regionalzentrum Südniedersachsen sowie Geschäftsführer Organisation und Dienstleistungen
- 2010 bis Dezember 2012: Michael Schwekendiek, Geschäftsführer Personal, Leistungserstellung, Öffentlichkeitsarbeit, zuvor Geschäftsführer des Diakoniekrankenhauses Rotenburg (Wümme)

## Aufsichtsrat
Aufsichtsratsvorsitzender ist seit Juli 2011 der Jurist und Oberkirchenrat im Landeskirchenamt Hannover, Jörg Antoine, der seit 2008 stellvertretender Direktor des Diakonischen Werkes der Evangelisch-lutherischen Landeskirche Hannovers ist.
Stellvertretender Aufsichtsratsvorsitzender ist seit Februar 2008 Gerhard Wegener, Leiter des Sozialwissenschaftlichen Instituts der Evangelischen Kirche in Deutschland in Hannover.
Ehemalige Aufsichtsratsvorsitzende:
- Februar 2008 bis Juni 2011: Bernd Schnabel, vormals stellvertretender Vorsitzender der VGH Versicherungen und Vorstandsmitglied der Landschaftlichen Brandkasse Hannover. Die Amtsperiode sah einen Vorsitz bis Januar 2013 vor, am 21. Februar 2011 gab Schnabel seinen Rücktritt zum 30. Juni 2011 bekannt.
- Februar 2006 bis Januar 2008: Manfred Schwetje, ehemaliger Direktor des Diakonischen Werkes der Evangelisch-lutherischen Landeskirche Hannovers, war von Februar 2006 bis Januar 2008 Aufsichtsratsvorsitzender.

## Wirtschaftliche Entwicklung
Die gesamte Gruppe umfasst die eigenen Tochtergesellschaften, die verbundenen und assoziierten Unternehmen sowie die über Managementverträge angeschlossenen Unternehmen. Hier hat in den Jahren 2003 bis 2006 ein stetiger Wechsel stattgefunden. Deshalb sind lediglich vom Konzerngebilde die wirtschaftlichen Kennzahlen vergleichbar.
Der ProDiako–Konzern erwirtschaftete im ersten Konsolidierungsjahr 2004 mit den Dienstleistungsgesellschaften, den sechs Krankenhäusern mit 1168 Betten und einer Altenhilfeeinrichtung mit 154 Plätzen einen Jahresumsatz von 127,7 Millionen Euro und versorgte mit 2100 Mitarbeitern 43.270 Patienten stationär. Im Jahr 2006 beliefen sich die Umsatzerlöse auf 138,1 Millionen Euro bei 41.700 stationären Patienten mit 1135 Betten bzw. 117 Pflegeplätzen mit 2300 Mitarbeitern.
Zum 31. Dezember 2007 gab die ProDiako-Unternehmensgruppe für alle 14 Einrichtungen der Holding, darunter 11 Krankenhäuser, einschließlich der managementgeführten Einrichtungen einen Jahresumsatz von 352 Millionen Euro und eine Mitarbeiterzahl von rund 3500 an. Der ProDiako-Konzern erzielte einen Jahresumsatz von 142,5 Millionen Euro mit 1600 Mitarbeitern.
Im Jahr 2008 gab die ProDiako-Gruppe eine Mitarbeiterzahl von 4200 Vollzeitkräften an und einen Jahresumsatz von 352 Millionen Euro. Im Geschäftsjahr 2009 erzielte die Holding einschließlich der managementgeführten Einrichtungen, darunter 10 Krankenhäuser, einen Jahresumsatz von 370 Millionen Euro mit 6500 Mitarbeitern.